# Wasserstraße E70

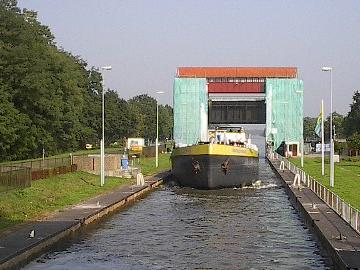
Schleuse in Eefde

Die Wasserstraße E70 ist eine internationale Wasserstraße vom Rhein-Maas-Delta zur Ostsee. Sie wird dabei durch die Niederlande, Deutschland, Polen, Russland und Litauen geführt. Der östliche Endpunkt ist Klaipeda.

## Ausbaupläne
Das Projekt ist eine Initiative der beteiligten Länder und der Europäischen Union. Folgende Abschnitte sollen ausgebaut werden:
- Twentekanal (Modernisierung der Schleuse Eefde)
- Mittellandkanal (Ausbau auf Klasse Vb)
- Elbe-Havel-Kanal und Havel bis Spreemündung (Klasse Vb)
- Berliner Wasserstraßen (Klasse IV oder höher)
- Oder-Havel-Kanal (Klasse Va)

Umfangreiche Modernisierungsarbeiten sind auf dem polnischen Abschnitt (Warthe, Netze, Kanał Bydgoski, Weichsel) notwendig. So ist zum Beispiel nur eine von 27 Schleusen moderner Bauart.
In ihrem Weißbuch über Binnenschifffahrt weist die Wirtschaftskommission für Europa der Vereinten Nationen (UNECE) darauf hin, dass die fehlende Verbindung der E 70 vom Twente- zum Mittellandkanal nach einer Machbarkeitsstudie im Jahr 2012 aufgegeben wurde.